# Владимировка (Акимовский район)
Влади́мировка (укр. Володимирівка) — село,
Владимировский сельский совет,
Акимовский район,
Запорожская область,
Украина.
Код КОАТУУ — 2320380801. Население по переписи 2001 года составляло 1033 человека.
Является административным центром Владимировского сельского совета, в который, кроме того, входят сёла
Александровка и
Юрьевка.

## Географическое положение
Село Владимировка находится на левом берегу реки Малый Утлюк,
выше по течению примыкает пгт Акимовка,
ниже по течению на расстоянии в 5 км расположено село Юрьевка,
на противоположном берегу — село Александровка.
Рядом проходят автомобильная дорога М-18 (E 105) и
железная дорога, станция Акимовка в 1-м км.

## История
- 1861 — дата основания.

## Экономика
- «Украина», ООО.
- «Акимовский Агрос», ОАО.

## Объекты социальной сферы
- Школа I—II ст.
- Детский сад.
- Фельдшерско-акушерский пункт.

## Достопримечательности
- Братская могила советских воинов.
- Памятник Герою Советского Союза Буюклы Антону Ефимовичу (1915—1945).